# Квест (ролевые игры)
Квест (англ. Quest) или миссия (Mission) — в компьютерных ролевых играх, включая массовые многопользовательские ролевые онлайн-игры и многопользовательский миры — это задание, выполнив которое, персонаж игрока или его группа получает награду.

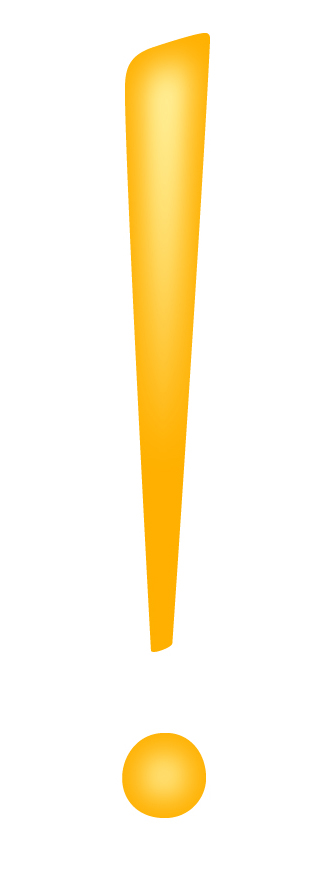
Восклицательный знак над головой персонажа означает возможность получить у него квест.

Вознаграждение может представлять собой очки опыта, различные умения и способности, лут или сокровища, внутриигровые деньги, доступ к новым локациям или комбинации из всего перечисленного.
Квесты бывают связаны между собой или даже формируют серии (цепочки квестов). В этой манере игроку может даваться информация о сеттинге, в котором он находится, проходить обучение. Такой же механизм используется для развития повествования.
Подавляющее большинство квестов, практически в любой RPG, являются побочными, то есть никак не связаны с основной сюжетной линией и не оказывают значительного влияния на прохождение.

## Предназначение
Квесты — это инструмент, который нужен чтобы занять игрока достижением краткосрочных целей, в контрасте с долгосрочной — пройти игру или прокачаться до максимально возможного уровня, а также избавить его от повторяющихся действий.
Кроме того, что квесты вносят разнообразие в игровой процесс, они так же являются альтернативным способом получения предметов, наравне с убийством мобов или прямой добычей ресурсов.
Так как от сложности и продолжительности квестов зависит и ценность награды за их выполнение, а особо сложные квесты к тому же требуют значительной подготовки или даже прохождения дополнительных заданий, игрок, потенциально, может быть занят квестами большую часть всего времени.

## Типы

### Квест на убийство
Игроку даётся задание уничтожить некоторое количество специфических мобов или какого-то определённого NPC. Этот тип квестов обычно требует принести персонажу, который выдал задание, доказательства в виде трофеев, как то — шкуры волков, клыки кабанов или какой-то особенный предмет с тела убитого.
В эту же категорию можно включить задания по разрушению каких-либо построек или те, которые подразумевают уничтожение волн противника с целью обороны каких-то объектов строго определённое время.

### Квест на доставку
Игроку даётся задание по доставке некоторых предметов в определённые локации или к специфическим NPC. Такой тип квестов часто характеризуют как «FedEx квест» или «Пойди-принеси квест». FedEx квест называется так исходя из сокращения «Federal Express», ассоциирующейся со службой доставки, роль которой выполняет игрок при его выполнении. Иногда игроку сначала необходимо найти предмет, прежде чем отнести его куда-либо. В некоторых случаях персонаж, который выдаёт задание предоставляет предмет сам.
Несмотря на то, что такие квесты могут быть довольно трудны, ввиду того что игроку зачастую необходимо отправляться в неизведанные области или успевать закончить задание уложившись в лимит времени, они, тем не менее, провоцируют исследование мира.

### Квест по сбору предметов
Игроку даётся задание добыть некоторое количество предметов. Такие квесты известны как «Квест собирательство» или как «Квест коллекционирование». Задание может подразумевать, что игрок должен собрать что-то в локации, например нарвать ягод с каких-то кустов, получить ресурсы, например нарубив дров с деревьев, или даже взять предметы с тел мобов, например их оружие. Квест так же бывает усложнён тем, что игроку могут понадобится разные предметы для его завершения, как то — части какого-либо механизма.

### Квест сопровождение
Игроку даётся задание по эскорту NPC из одной локации в другую или же до тех пор, пока тот не выполнил какие-либо действия. Квест обычно подразумевает, что игроку придётся защищать этого персонажа от мобов и вести его по заведомо опасным областям. Такие квесты, так же как квесты на доставку, подталкивают игрока к исследованию мира, однако же не пользуются особой популярностью из-за того, что AI сопровождаемого персонажа не бывает идеальным. То есть NPC может запросто застрять где-либо (бежать в стену), что сделает квест непроходимым. Или же действовать не так, как игрок ожидал — вместо того чтобы драться с мобами или хотя бы прятаться, просто падает на колени закрывая голову руками и сидит так пока его не убьют.

### Гибридные квесты
Гибридные квесты, различными способами комбинируя элементы из квестов основных четырёх типов, предоставляют игроку уникальный опыт. Такое задание, может включать в себя, например, поиски частей особого клинка (квест собирательство), для того чтобы с его помощью уничтожить определённого монстра (квест убийство).

## Цепочки квестов
Цепочка квестов — это серия заданий, которые выполняются в определённой последовательности. Завершение предыдущего задания в цепочке, является обязательным условием для того чтобы получить следующее. Квесты в таких цепочках имеют тенденцию усложняться, по мере того как игрок распутывает их звенья. Любой следующий квест может потребовать наличия определённого минимального уровня развития персонажа, то есть оставаться некоторое время недоступным для потенциально неготового к такому испытанию игрока.
Квесты в цепочках обычно связаны сюжетной линией. Например, раскрывают судьбу какого-то персонажа по мере прохождения. К тому же они являются отличным способом заставить игрока покинуть локацию, в которой ему больше нечего делать, дабы он не заскучал.